# Petar Rajič
Petar Antun Rajič (né le 12 juin 1959) est un prélat croate/canadien de l'Église catholique qui travaille au service diplomatique du Saint-Siège depuis 1993. Il est nommé nonce apostolique en Italie (en) et à Saint-Marin (en) le 11 mars 2024.

## Biographie
Petar Antun Rajič est né à Toronto le 12 juin 1959 de Liberan et Dominika Rajič, des immigrants croates de Bosnie-Herzégovine au Canada. Il est l'aîné de trois enfants Il parle couramment l'anglais, le croate, le français, l'italien et le portugais.

## Carrière diplomatique
Il entre au service diplomatique du Saint-Siège le 1er juillet 1993 et remplit des missions en Iran (en) et en Lituanie (en) ainsi qu'au bureau de la Secrétairerie d'État à Rome. Le 2 décembre 2009, le pape Benoît XVI le nomme archevêque titulaire de Sarsenterum (de) et nonce apostolique au Koweït (en), à Bahreïn (en), et au Qatar (en) et délégué apostolique dans la péninsule arabique (en). Il reçoit sa consécration épiscopale le 23 janvier 2010 des mains du cardinal Tarcisio Bertone Le 27 mars 2010, il est nommé nonce au Yémen (en) et aux Émirats arabes unis (en) également.
Le 15 juin 2015, le pape François le nomme nonce apostolique en Angola (en) et à Sao Tomé-et-Principe (en).
Le 15 juin 2019, il est nommé nonce apostolique en Lituanie (en), ajoutant les responsabilités de l'Estonie (en) et de la Lettonie (en) le 6 août.
Le 11 mars 2024, il est nommé nonce apostolique en Italie (en) et à Saint-Marin (en).

## Succession apostolique
Petar Rajič a ordonné les évêques suivants :
- Évêque Leopoldo Ndakalako (pt) (2019)